# Ніч перед боєм
«Ніч перед боєм» — оповідання українського письменника Олександра Довженка.
Темою твору є зображення одного з епізодів Другої Світової війни. А основною думкою твору — уславлення героїчного подвигу народу.
У роки війни О. Довженко працює з щирим бажанням словом оперативно відгукуватись на важливі події війни. Крім оповідань, статей, він пише звернення «До зброї», "Україна в огні", «Я бачу перемогу». Ці публікації сповнені гніву проти нацистів і віри в перемогу над ворогом. Подвиги на фронті, реальні трагічні факти, події в тилу у ворога одразу ж ставали для письменника предметом глибокого осмислення, аналізу, узагальнення. Так народилась ідея оповідання «Ніч перед боєм», в основу якого ліг реальний епізод. Два діди — Платон і Савка — ціною свого життя топлять у Десні човен з нацистами.

## Історія написання
Твір «Ніч перед боєм» написав український письменник Олександр Довженко у 1942 році. «Він узяв інтерв'ю на аеродромі в льотчика-героя Гусарова перед його вильотом. А потім дізнався, що цей пілот, виконавши бойове завдання, тяжко поранений, ледь притомний, зумів дотягти бойову машину до свого аеродрому, щоб зберегти таку потрібну техніку, і тільки тоді помер.»
О. Довженко написав оповідання в часи, коли сам був на фронті і пережив увесь жах тих подій. У лютому 1942 року його відправляють на Південно-Західний фронт журналістом. О. Довженко пише статті, оповідання, листівки, нариси. Трагічні факти  ставали предметом його аналізу, глибинного осмислення, узагальнення. Так народилось оповідання «Ніч перед боєм», яке було засновано на реальних подіях.
Оповідання автор написав за один місяць. Його надрукували в газеті «Красная звезда» російською мовою, а потім — у форматі маленької книжечки-метелика, яку поширювали на фронті. Ним зачитувалися бійці, водночас це був один із небагатьох Довженкових творів, схвально сприйнятих владою.

## Сюжет
Твір «Ніч перед боєм» оповідає про відступ радянських зневірених солдатів додому через річку Десну, де вони зустрічають двох дідів-перевізників, які своїми словами надихають деяких військових на повернення до бою і боротьби до останнього подиху.
У землянці, де зібралось приблизно 30 чоловік, Іван Дробот питає капітана Петра Колодуба про його «внутрішній секрет». Той відповідає, що його змінив відступ через Десну, коли він познайомився зі старими дідами-рибалками. Вони відступали вже декілька днів і були останніми хто мав перейти через Десну. Переправити їх мали два діди-рибалки Савка і Платон.
Всю дорогу діди між собою обговорювали втікачів, які, хоч і мали нову форму, та не були справжніми солдатами, адже відступали. Діди казали, що справжні солдати мають захищати свій край і людей, а не тікати від смерті, оскільки «кому судилося померти, то смерть його кругом наздожене».
На заперечення Троянди Платон відказав йому, що в того мала душа, якщо страх більший, ніж ненависть до ворога. Дід Платон на прощання сказав Колодубу, що не тими вони сповнені емоціями, що в них має бути не жаль та скорбота, а ненависть до ворога і презирство до смерті, адже «перемагають горді, а не жалісливі».
Саме ці слова змінили Петра і зробили тим, ким він зараз став. Тепер у Петра є тільки бажання після війни побачили діда Платона, та його онук, який випадково був свідком тих подій і, лишившись живим, опинився в землянці з Колодубом, сказав, що цьому вже не бути. Коли всі червоноармійці пішли, німці, що наступали, наказали перевезти їх через Десну. Як діди з німцями вже були посеред річки, Савка й Платон попросили один в одного пробачення і втопили німців, себе і човни. Вижив лиш один хлопець, який був онуком діда Савки. Петро, а з ним і інші солдати встали, преклонили коліна і мовили: «Готові на будь-який огонь!».

## Композиція
«Ніч перед боєм» має композицію рамки. Обрамлення — прийом композиції твору, який передбачає включеність одного сюжету в інший.
Саме обрамлення містить в собі розмову в окопі військових, що очікують на початок бою. Оповідь розказує Герой Радянського Союзу і знаменитий командир Петро Колодуб.
Експозиція: розмова солдатів в окопі.
Зав'язка: солдати повертаються з поля бою і зустрічають двох дідів — Савку і Платона. 
Кульмінація: розмова дідів, упевнених в перемозі, про цінність рішучості в бою.
Розв'язка: прощання з дідами.
Післяслово: розповідь про подальшу долю дідів.

## Персонажі
- Петро Колодуб — капітан, Герой Радянського Союзу, людина безстрашна і невтомна, хоч на вид такий і маленький, і не дуже неначебто й здоровий. З будь-якого пекла виходить переможцем. До війни був садівником. Садив колгоспні сади.
- Іван Дробот — молодий танкіст з надзвичайно приємним і скромним лицем.
- Дід Платон Півторак — мудрий чоловік, перевозив бійців разом з дідом Савкою, а також надав постанови воякам.
- Дід Савка — разом з дідом Платоном переправляв бійців через Десну.
- Овчаренко — один з наймолодших бійців, що вперше йде в бій.
- Троянда і Сокіл — прізвища бійців, що переправлялися через Десну разом з іншими.